# Clovia polita
Clovia polita är en insektsart som beskrevs av Schmidt 1922. Clovia polita ingår i släktet Clovia och familjen spottstritar. Inga underarter finns listade i Catalogue of Life.